# آبشار چلندر
آبشار چلندر در استان مازندران، شهرستان نوشهر (۱۸ کیلومتری جاده نوشهر به نور) در جنوب شرقی روستای چلندر واقع شده‌است.